# Marale
Marale est une municipalité du Honduras, située dans le département de Francisco Morazán. Elle est fondée en 1820. La municipalité de Marale comprend 16 villages et 107 hameaux.

## Source de la traduction
- (en) Cet article est partiellement ou en totalité issu de l’article de Wikipédia en anglais intitulé « Marale » (voir la liste des auteurs).